# Truyện hình sự Mỹ
Truyện hình sự Mỹ (tựa gốc: American Crime Story) là một chương trình các loạt phim hình sự ngắn của Mỹ, được phát triển bởi Scott Alexander and Larry Karaszewski, cùng sự tham gia điều hành sản xuất của Brad Falchuk, Nina Jacobson, Ryan Murphy, và Brad Simpson. Loạt phim ra mắt trên kênh truyền hình cáp FX tại Mỹ ngày 2 tháng 2 năm 2016. Giống như Truyện kinh dị Mỹ, các mùa phim là những bộ phim truyền hình nhiều tập ngắn kể về các vụ án hình sự có thật.
Mùa đầu tiên, mang tên Truyện hình sự Mỹ: O. J. Simpson đối đầu dư luận (tựa gốc: The People v. O. J. Simpson), tái hiện vụ án giết người liên quan đến cầu thủ nổi tiếng O. J. Simpson, dự trên cuốn sách của Jeffrey Toobin, nhan đề The Run of His Life: The People v. O. J. Simpson. It ran from February to April 2016. 
Mùa thứ hai, ra mắt ngày 17 tháng 1 năm 2018 mang tên Truyện hình sự Mỹ: Ám sát Gianni Versace (tựa gốc: The Assassination of Gianni Versace - American Horor Story sẽ xoay quanh cái chết của tượng đài thời trang Gianni Versace và tên giết người hàng lạot đã bắn chết ông là Andrew Cunanan, dựa trên sách của Maureen Orth nhan đề Vulgar Favors: Andrew Cunanan, Gianni Versace, and the Largest Failed Manhunt in U. S. History. Alexander và Karaszewski sẽ không tiếp tục tham gia trong phần này.
Mùa thứ ba sẽ tập trung vào hậu quả của Bão Katrina, dựa trên sách Five Days at Memorial: Life and Death in a Storm-Ravaged Hospital của Sheri Fink. Mùa thứ tư sẽ xoay quanh scandal tình ái Monica Lewinsky-Bill Clinton dựa trên cuốn sách A Vast Conspiracy: The Real Story of the Sex Scandal That Nearly Brought Down a President của Toobin.
Katrina ban đầu được lên lịch làm mùa thứ hai của serie và Versace sẽ theo sau trở thành mùa thứ ba. Tuy nhiên, tháng 6 năm 2017, hai mùa phim đã được hoán đổi vị trí cho nhau. Đầu năm 2018, Versace sẽ ra mắt và Katrina sẽ tiến hành bấm máy
Mùa đầu tiên của loạt phim đã đạt thành công lớn về cả mặt thương mại lẫn nghệ thuật. O. J. Simpson đối đầu dư luận đạt rating cao cũng như nhiều phản ứng tích cực từ giới phê bình. Loạt phim đạ 2 giải Quả Cầu Vàng và 9 giải Emmy với các phần trình diễn của Paulson, Brown, Schwimmer và Vance được giới phê bình khen ngợi.

## Diễn viên

### O. J. Simpson đối đầu dư luận

#### Vai chính
- Sterling K. Brown vai Christopher Darden
- Kenneth Choi vai Thẩm phán Lance Ito
- Christian Clemenson vai William Hodgman
- Cuba Gooding Jr. vai O. J. Simpson
- Bruce Greenwood vai Gil Garcetti
- Nathan Lane vai F. Lee Bailey
- Sarah Paulson vai Marcia Clark
- David Schwimmer vai Robert Kardashian
- John Travolta vai Robert Shapiro
- Courtney B. Vance vai Johnnie Cochran

#### Vai phụ
| - Chris Bauer vai Thám tử Tom Lange - Selma Blair vai Kris Jenner - Jordana Brewster vai Denise Brown - Connie Britton vai Faye Resnick - Garrett M. Brown vai Lou Brown - Chris Conner vai Jeffrey Toobin - Dale Godboldo vai Carl E. Douglas - Jessica Blair Herman vai Kim Goldman - Evan Handler vai Alan Dershowitz - Larry King xuất hiện với tư cách chính mình - Cheryl Ladd vai Linell Shapiro - Billy Magnussen vai Kato Kaelin - Rob Morrow vai Barry Scheck - Robert Morse vai Dominick Dunne - Michael McGrady vai Thanh tra Phillip Vannatter - Angel Parker vai Shawn Chapman - Steven Pasquale vai Thanh tra Mark Fuhrman - Leonard Roberts vai Dennis Schatzman - Keesha Sharp vai Dale Cochran - Joseph Siravo vai Fred Goldman - Malcolm-Jamal Warner vai Al Cowlings |

### Ám sát Gianni Versace

#### Vai chính
- Annaleigh Ashford vai Lizzie Cote
- Darren Criss vai Andrew Cunanan
- Penélope Cruz vai Donatella Versace
- Nico Evers-Swindell vai Phil Cote
- Max Greenfield
- Ricky Martin vai Antonio D'Amico
- Édgar Ramírez vai Gianni Versace
- Finn Wittrock vai Jeffrey Trail

### Katrina

#### Vai chính
- Sarah Paulson vai Bác sỹ Anna Pou[15]

## Tập phim

### Mùa 1:O. J. Simpson đối đầu dư luận(2016)
| TT. | Tiêu đề                     | Đạo diễn          | Biên kịch                                                                | Ngày phát hành gốc  | Mã sản xuất | Người xem tại U.S. (triệu) |
| --- | --------------------------- | ----------------- | ------------------------------------------------------------------------ | ------------------- | ----------- | -------------------------- |
| 1   | "From the Ashes of Tragedy" | Ryan Murphy       | Scott Alexander & Larry Karaszewski                                      | 2 tháng 2 năm 2016  | 1WAX01      | 5.12                       |
| 2   | "The Run of His Life"       | Ryan Murphy       | Scott Alexander & Larry Karaszewski                                      | 9 tháng 2 năm 2016  | 1WAX02      | 3.90                       |
| 3   | "The Dream Team"            | Anthony Hemingway | D. V. DeVincentis                                                        | 16 tháng 2 năm 2016 | 1WAX03      | 3.34                       |
| 4   | "100% Not Guilty"           | Anthony Hemingway | Maya Forbes & Wallace Wolodarsky and Scott Alexander & Larry Karaszewski | 23 tháng 2 năm 2016 | 1WAX04      | 3.00                       |
| 5   | "The Race Card"             | John Singleton    | Joe Robert Cole                                                          | 1 tháng 3 năm 2016  | 1WAX05      | 2.73                       |
| 6   | "Marcia, Marcia, Marcia"    | Ryan Murphy       | D. V. DeVincentis                                                        | 8 tháng 3 năm 2016  | 1WAX06      | 3.00                       |
| 7   | "Conspiracy Theories"       | Anthony Hemingway | D. V. DeVincentis                                                        | 15 tháng 3 năm 2016 | 1WAX07      | 2.89                       |
| 8   | "A Jury in Jail"            | Anthony Hemingway | Joe Robert Cole                                                          | 22 tháng 3 năm 2016 | 1WAX08      | 2.91                       |
| 9   | "Manna from Heaven"         | Anthony Hemingway | Scott Alexander & Larry Karaszewski                                      | 29 tháng 3 năm 2016 | 1WAX09      | 2.76                       |
| 10  | "The Verdict"               | Ryan Murphy       | Scott Alexander & Larry Karaszewski                                      | 5 tháng 4 năm 2016  | 1WAX10      | 3.27                       |

## Tiếp nhận
Mùa thứ nhất của Truyện hình sự Mỹ nhận được sự tán dương nhiệt liệt từ giới phê bình. Trang tổng hợp Rotten Tomatoes cho mùa phim tỷ lệ tán dương là 97% dựa trên 74 nhận xét với điểm trung bình 8.7/10. Trang này ghi nhận, "The People v. O. J. Simpson: American Crime Story mang đến kịch bản đạo diễn và diễn xuất hàng đầu để chuyển tải một câu chuện vẫn còn tính thời sự trong khi đào sâu hơn vào các sự kiện, cũng như cùng lúc khơi gợi các phản ứng cảm xúc từ khán giả." Trên Metacritic, mùa phim đạt 90 trên 100, dựa trên 45 bài đánh giá, cho kết quả "tán dương nhiệt liệt".

### Giải thưởng
| Giải thưởng                                                                              | Hạng mục                                                                                          | Đề cử                                             | Kết quả   |
| ---------------------------------------------------------------------------------------- | ------------------------------------------------------------------------------------------------- | ------------------------------------------------- | --------- |
| Giải thưởng của giới phê bình truyền hình Mỹ lần thứ 5                                   |                                                                                                   |                                                   |           |
| Loạt phim truyền hình mới xuất sắc                                                       | American Crime Story                                                                              | Đoạt giải                                         |           |
| Giải thưởng của giới phê bình truyền hình Mỹ lần thứ 7                                   |                                                                                                   |                                                   |           |
| Phim hoặc loạt phim ngắn truyền hình xuất sắc                                            | The People v. O. J. Simpson: American Crime Story                                                 | Đoạt giải                                         |           |
| Nam diễn viên chính phim hoặc loạt phim ngắn truyền hình xuất sắc                        | Cuba Gooding Jr.                                                                                  | Đề cử                                             |           |
| Nam diễn viên chính phim hoặc loạt phim ngắn truyền hình xuất sắc                        | Courtney B. Vance                                                                                 | Đoạt giải                                         |           |
| Nữ diễn viên chính phim hoặc loạt phim ngắn truyền hình xuất sắc                         | Sarah Paulson                                                                                     | Đoạt giải                                         |           |
| Nam diễn viên phụ phim hoặc loạt phim ngắn truyền hình xuất sắc                          | Sterling K. Brown                                                                                 | Đoạt giải                                         |           |
| Nam diễn viên phụ phim hoặc loạt phim ngắn truyền hình xuất sắc                          | John Travolta                                                                                     | Đề cử                                             |           |
| Giải thưởng BET năm 2016                                                                 |                                                                                                   |                                                   |           |
| Nam chính xuất sắc                                                                       | Courtney B. Vance                                                                                 | Đề cử                                             |           |
| Giải thưởng Quả Cầu Vàng lần thứ 74                                                      | Phim hoặc loạt phim truyền hình ngắn xuất sắc                                                     | The People v. O. J. Simpson: American Crime Story | Đoạt giải |
| Giải thưởng Quả Cầu Vàng lần thứ 74                                                      | Nam chính xuất sắc - Phim hoặc loạt phim truyền hình ngắn                                         | Courtney B. Vance                                 | Đề cử     |
| Giải thưởng Quả Cầu Vàng lần thứ 74                                                      | Nữ chính xuất sắc - Phim hoặc loạt phim truyền hình ngắn                                          | Sarah Paulson                                     | Đoạt giải |
| Giải thưởng Quả Cầu Vàng lần thứ 74                                                      | Nữ chính xuất sắc - Phim hoặc loạt phim truyền hình ngắn                                          | Sterling K. Brown                                 | Đề cử     |
| Giải thưởng Quả Cầu Vàng lần thứ 74                                                      | Nữ chính xuất sắc - Phim hoặc loạt phim truyền hình ngắn                                          | John Travolta                                     | Đề cử     |
| Giải Primetime Emmy lần thứ 68                                                           |                                                                                                   |                                                   |           |
| Loạt phim truyền hình ngắn xuất sắc                                                      | The People v. O. J. Simpson: American Crime Story                                                 | Đoạt giải                                         |           |
| Nam chính xuất sắc - Phim hoặc loạt phim truyền hình ngắn                                | Courtney B. Vance                                                                                 | Đoạt giải                                         |           |
| Nam chính xuất sắc - Phim hoặc loạt phim truyền hình ngắn                                | Cuba Gooding Jr.                                                                                  | Đề cử                                             |           |
| Nữ chính xuất sắc - Phim hoặc loạt phim truyền hình ngắn                                 | Sarah Paulson                                                                                     | Đoạt giải                                         |           |
| Nam phụ xuất sắc - Phim hoặc loạt phim truyền hình ngắn                                  | Sterling K. Brown                                                                                 | Đoạt giải                                         |           |
| Nam phụ xuất sắc - Phim hoặc loạt phim truyền hình ngắn                                  | David Schwimmer                                                                                   | Đề cử                                             |           |
| Nam phụ xuất sắc - Phim hoặc loạt phim truyền hình ngắn                                  | John Travolta                                                                                     | Đề cử                                             |           |
| Đạo diễn xuất sắc - Phim hoặc loạt phim truyền hình ngắn hoặc chương trình đặc biệt      | Ryan Murphy (for "From the Ashes of Tragedy")                                                     | Đề cử                                             |           |
| Đạo diễn xuất sắc - Phim hoặc loạt phim truyền hình ngắn hoặc chương trình đặc biệt      | John Singleton (cho tập phim "The Race Card")                                                     | Đề cử                                             |           |
| Đạo diễn xuất sắc - Phim hoặc loạt phim truyền hình ngắn hoặc chương trình đặc biệt      | Anthony Hemingway (cho tập phim "Manna from Heaven")                                              | Đề cử                                             |           |
| Biên kịch xuất sắc - Phim hoặc loạt phim truyền hình ngắn hoặc chương trình đặc biệt     | Scott Alexander & Larry Karaszewski (cho "From the Ashes of Tragedy")                             | Đề cử                                             |           |
| Biên kịch xuất sắc - Phim hoặc loạt phim truyền hình ngắn hoặc chương trình đặc biệt     | Joe Robert Cole (cho tập phim "The Race Card")                                                    | Đề cử                                             |           |
| Biên kịch xuất sắc - Phim hoặc loạt phim truyền hình ngắn hoặc chương trình đặc biệt     | D. V. DeVincentis (cho tập phim "Marcia, Marcia, Marcia")                                         | Đoạt giải                                         |           |
| Tuyển vai xuất sắc - Phim hoặc loạt phim truyền hình ngắn hoặc chương trình đặc biệt     | Jeanne McCarthy, Nicole Abellera Hallman, Courtney Bright, và Nicole Daniels                      | Đoạt giải                                         |           |
| Quay phim xuất sắc - Phim hoặc loạt phim truyền hình ngắn                                | Nelson Cragg (cho tập phim "From the Ashes of Tragedy")                                           | Đề cử                                             |           |
| Phục trang xuất sắc - Phim hoặc loạt phim truyền hình ngắn hoặc phim lịch sử/ viễn tưởng | Hala Bahmet, Marina Ray, và Elinor Bardach (cho tập phim "Marcia, Marcia, Marcia")                | Đề cử                                             |           |
| Làm tóc xuất sắc - Phim hoặc loạt phim truyền hình ngắn                                  | Chris Clark, Natalie Driscoll, Shay Sanford-Fong, và Katrina Chevalier                            | Đoạt giải                                         |           |
| Hóa trang xuất sắc - Phim hoặc loạt phim truyền hình ngắn                                | Eryn Krueger Mekash, Zoe Hay, Heather Plott, Deborah Huss Humphries, Luis Garcia, và Becky Cotton | Đề cử                                             |           |
| Biên tập xuất sắc - Phim hoặc loạt phim truyền hình ngắn (đơn máy)                       | Adam Penn (cho tập phim "From the Ashes of Tragedy")                                              | Đề cử                                             |           |
| Biên tập xuất sắc - Phim hoặc loạt phim truyền hình ngắn (đơn máy)                       | C. Chi-Yoon Chung (cho tập phim "The Race Card")                                                  | Đoạt giải                                         |           |
| Biên tập xuất sắc - Phim hoặc loạt phim truyền hình ngắn (đơn máy)                       | Stewart Schill (cho tập phim "The Verdict")                                                       | Đề cử                                             |           |
| Phối âm xuất sắc - Phim hoặc loạt phim truyền hình ngắn                                  | Doug Andham, Joe Earle, và John Bauman (cho tập phim "From the Ashes of Tragedy")                 | Đoạt giải                                         |           |
| Giải thưởng của Hiệp hội phê bình phim lần thứ 32                                        | Chương trình của năm                                                                              | The People v. O. J. Simpson: American Crime Story | Đoạt giải |
| Giải thưởng của Hiệp hội phê bình phim lần thứ 32                                        | Thành tựu đặc biệt - phim, loạt phim nhiều tập ngắn và chương trình đặc biệt                      | The People v. O. J. Simpson: American Crime Story | Đoạt giải |
| Giải thưởng của Hiệp hội phê bình phim lần thứ 32                                        | Thành tựu cá nhân - thể loại bi kịch                                                              | Sarah Paulson                                     | Đoạt giải |
| Giải thưởng của Hiệp hội phê bình phim lần thứ 32                                        | Thành tựu cá nhân - thể loại bi kịch                                                              | Courtney B. Vance                                 | Đề cử     |